# Sör-Skirsjöberget
Sör-Skirsjöberget este o arie protejată (arie specială de conservare — SAC, sit de importanță comunitară — SCI) din Suedia întinsă pe o suprafață de 71,1 ha, integral pe uscat.

## Localizare
Centrul sitului Sör-Skirsjöberget este situat la coordonatele 63°51′29″N 16°35′08″E / 63.8581°N 16.5855°E.

## Înființare
Situl Sör-Skirsjöberget a fost declarat sit de importanță comunitară în ianuarie 1997 pentru a proteja un număr necunoscut de specii din flora spontană și fauna sălbatică aflate în arealul zonei. Situl a fost protejat și ca arie specială de conservare în martie 2011.

## Biodiversitate
Situată în ecoregiunea boreală, aria protejată conține 3 habitate naturale: Taiga vestică, Pante stâncoase silicioase cu vegetație casmofită, Păduri fino-scandinave bogate în ierburi cu Picea abies.
La baza desemnării sitului se află un număr nedeclarat de specii protejate.